# آی‌اس-۴
آی‌اس-۴ (به روسی: ИС-4)، یک تانک سنگین ساخت شوروی بود که تولید آن در سال ۱۹۴۶ آغاز شد. این تانک برگرفته از آی‌اس-۲ و بخشی از خانواده تانک آی‌اس است، آی‌اس-۴ دارای بدنه بلندتر و زره افزایش یافته بود.

## کاربران
اتحاد جماهیر شوروی
- نیروی زمینی شوروی: در ۲۹ آوریل ۱۹۴۶ به خدمت پذیرفته شد.[۲]